# Єсипович Яна В'ячеславівна
Яна В'ячеславівна Єсипович (3 вересня 1979 , Росія ) — російська актриса театру і кіно.

## Життєпис
Яна Єсипович народилася 3 вересня 1979 року. Середню освіту здобула в Талліннській центральній російській гімназії.
У підлітковому віці працювала в Російському драматичному театрі в Таллінні. Також працювала у Центрі драматургії та режисури п/р О. Казанцева та М. Рощина та Центрі ім. В. Меєрхольда.
Закінчила Російську академію театрального мистецтва (ГІТІС). Нині працює у Театрі-студії Олега Табакова.
Захоплюється створенням авторських ляльок.

## Нагороди
- 1997 — Лауреатка Державної премії «Благовіст» у галузі культури та мистецтва Естонії в номінації «Найкраща жіноча роль» за роль Енні у виставі «Енні із зелених пагорбів»
- 1999 — Лауреатка Всеросійського Пушкінського конкурсу читців за декламацію поеми «Руслан і Людмила»
- 2004 — Лауреатка премії О. Табакова за виставу «Коли я помирала» (реж. — М. Карбаускіс)
- 2007 — Лауреатка молодіжної заохочувальної премії «Тріумф».
- 2012 — XVIII Російський кінофестиваль «Література та кіно» в Гатчині: Диплом за найкращу жіночу роль у фільмі «Суходіл»[3]

## Вистави
- «Роберто Зукко» Бернар-Марі Кольтеса
- «Одруження» Миколи Гоголя
- «Енні із зелених пагорбів»
- «Добра людина із Сезуану» Бертольда Брехта
- «Не про говорене»
- «Коли я помирала»

## Фільмографія
- 2004 — Марс — Дівчина з косою
- 2005 — Фарт — Віка
- 2006 — Острів — дівчина
- 2006 — Єдиному, до запитання — Вікторія Поросєнкова
- 2006 — Лілії для Лілії — Вікторія
- 2006 — У першому колі — Симочка
- 2007 — І все-таки я люблю … — Зіна
- 2007 — Найкраща пора року — Катя
- 2007 — Важливіше, ніж кохання — Вікторія Поросенкова
- 2007 — Беглянки — Лизавета
- 2008 — Тихе сімейне життя — Нюра
- 2008 — Розіграш — Віра Іванівна, вчитель англійської мови
- 2008 — Без вини винуваті — Ганнуся
- 2009 — Найкраща пора року — Катя
- 2009 — Індус — Катя
- 2010 — Брестська фортеця — дружина Кіжеватова
- 2010 — П'ята група крові — Олена
- 2011 — Суходіл — Наталія
- 2012 — Небесні дружини лугових марі — Ошвіка
- 2014 — Довгий шлях додому — Наташа
- 2016 — Знову заміж — Анна Ставропольська
- 2017 — Лікар Ріхтер (1-й сезон, 16-та серія) — Лілія, мама Кирила
- 2018 — Тригер — Аліна
- 2018 — Обліпихове літо
- 2019 — Це не назавжди
- 2019 — Ваня
- 2019 — Проба

## Озвучування
- «У пошуках Чехова» (читає текст)